# Clement Comer Clay

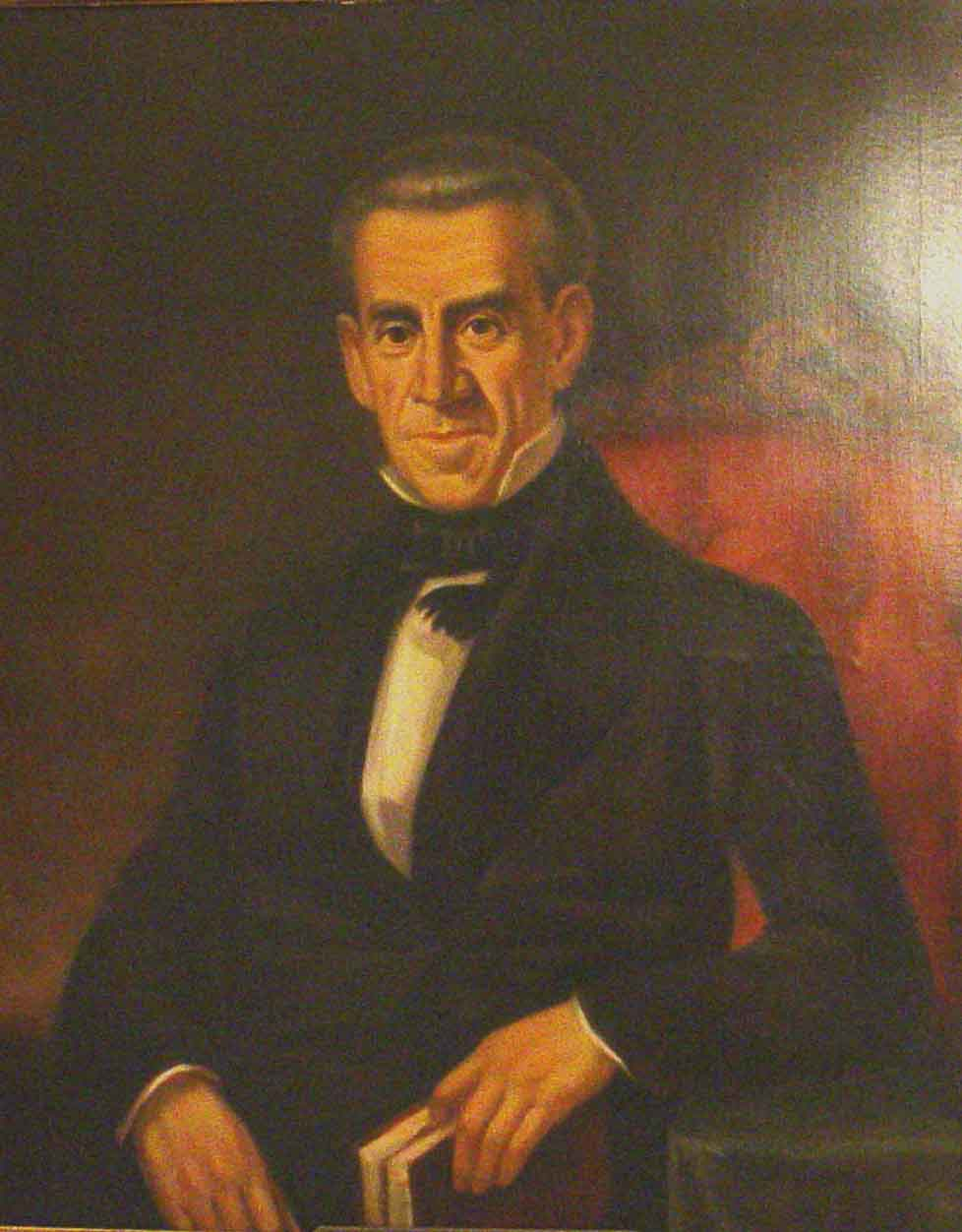
Clement Comer Clay, 1835

Clement Comer Clay (* 17. Dezember 1789 im Halifax County, Virginia; † 7. September 1866 in Huntsville, Alabama) war ein US-amerikanischer Jurist und Politiker (Demokratische Partei). Er war der achte Gouverneur von Alabama, Senator der Vereinigten Staaten und Richter am Alabama Supreme Court.

## Frühe Jahre
Clement Comer Clay wurde 1789 in Virginia geboren. Einige Zeit später zog seine Familie in die Nähe von Knoxville, Tennessee. Dort besuchte er die öffentlichen Schulen und graduierte 1807 auf dem Blount College. Seine Zulassung als Anwalt bekam er 1809 und zog dann nach Huntsville, Alabama, wo er bis 1811 praktizierte. Als der Creek-Krieg 1813 ausbrach, diente Clay zuerst im Dienstgrad eines Private und später als Adjutant. Einige Tage nach Kriegsende quittierte er am 24. Dezember 1814 den Dienst und kehrte nach Alabama zurück, wo er wieder anfing zu praktizieren. Clay entschloss sich, die politische Laufbahn einzuschlagen, und war zwischen 1817 und 1818 Mitglied des Territorial Council of Alabama. Ferner war er 1819 Mitglied des Verfassungskonvents von Alabama. Im gleichen Jahr wurde er auch zum Bezirksrichter gewählt. Ein Jahr später wählte man ihn zum obersten Richter (Chief Justice) des Alabama Supreme Court, wo er bis 1823 tätig war. Wegen einer schweren Krankheit musste er sich zeitweilig aus dem öffentlichen Dienst zurückziehen. Er kehrte aber 1827 auf die politische Bühne zurück. Man hatte ihn nämlich in das Repräsentantenhaus von Alabama gewählt, wo er bis 1828 tätig war. Danach war er zwischen 1829 und 1835 Abgeordneter im Repräsentantenhaus der Vereinigten Staaten.

## Politik
Am 3. August 1835 wurde Clay zum 8. Gouverneur von Alabama gewählt und am 21. November 1835 vereidigt. Der Creek-Krieg von 1836 dominierte Clays Amtszeit. Eine Vielzahl von Unruhen im Sommer von 1836 hatte zur Folge, dass die US-Army zu einem Feldzug gegen die Indianer aufbrach. Als Heerführer (Commander-in-Chief) der Alabama-Miliz übernahm Clay persönlich das Kommando und befehligte die Truppen im Feld. Während seiner Amtszeit wurde auch der Vertrag von New Echota unterzeichnet, die Staatsbank von Alabama mit allen möglichen Regierungsausgaben belastet und das Parlament schaffte die Direktbesteuerung ab. Während seiner Amtszeit spielten Finanzprobleme eine große Rolle. Die Wirtschaftskrise von 1837 verursachte eine Panik und einen Ansturm auf die Staatsbank, so dass Clay den bargeldlosen Zahlungsverkehr unterbrechen musste. Daraufhin berief er eine Sondersitzung des Parlaments ein, um die staatlichen Finanzprobleme zu lösen. Clay trat am 17. Juli 1837 von seinem Amt als Gouverneur zurück, um die Nachfolge von John McKinley im US-Senat anzutreten. Dort blieb er die gesamte Amtszeit bis 1841. Sein Nachfolger wurde dann Arthur Bagby.

## Weiterer Lebenslauf
Zwischen 1842 und 1843 war Clay mit der Aufstellung einer Gesetzesübersicht von Alabama beschäftigt. Anschließend war er 1843 beisitzender Richter in Alabama Supreme Court. Später war er 1846 Ausschussmitglied bezüglich Bankengeschäfte der Staatsbank. Danach entschied sich Clay, aus dem politischen Rampenlicht zurückzutreten, und praktizierte wieder als Anwalt mit seinen beiden Söhnen. Während des Bürgerkrieges wurde er jedoch inhaftiert und sein Eigentum wurde beschlagnahmt. Clay verstarb am 6. September 1866 und wurde auf dem Maple Hill Cemetery in Huntsville beigesetzt. Er war mit Susanna Claiborne Withers verheiratet. Sie hatten drei gemeinsame Kinder.